# Años 290
Los años 290 o década del 290 empezó el 1 de enero del 290 y terminó el 31 de diciembre del 299.

## Acontecimientos
- San Marcelino sucede a San Cayo como papa en el año 296.
- Batalla de Lingones.